# Amina Wadud
Amina Wadud, född 25 september 1952 Bethesda, Maryland i USA, är islamologiprofessor och är verksam i USA. Hon var den första kvinnan som ledde en könsneutral muslimsk fredagsbön och predikan i New York den 18/3 2005.  Händelsen blev mycket uppmärksammad och väckte motstånd i världen från såväl muslimska män som kvinnor eftersom imamrollen (böneledaren) endast anses förbehållen män. 
Wadud arbetar som professor vid Virginia Commonwealth University i USA sedan 1992. Hon har specialiserat sig på genusfrågor och har bland annat skrivit "Quran and Woman: Rereading the Sacred Text from a Woman's Perspective (1992)" och "Inside the Gender Jihad - Woman's Reform in Islam (2007)". Wadud anser att de heliga texterna ska tolkas om för att kunna förstås och förklaras utifrån vår tid. Hon hävdar att islams texter genomsyras av patriarkala värderingar som därför måste granskas kritiskt för att utforma ett jämlikt, pluralistiskt och ett demokratiskt islam.